# Авале, Абди Хасан
Абди Хасан Авале «Кейбдиид» (сомал. Cabdi Xasan Cawaale (Qeybdiid); араб. عبدي حسن عوالي قيبديد‎; 1948, Галькайо, Сомали) — сомалийский политический деятель. Президент автономного непризнанного государства Галмудуга с 2012 по 2015 год.

## Биография
Является членом Сакада, подклана Хабар Гидир.
В декабре 2006 года от имени Переходного федерального правительства он возглавил операцию, получившую название Битва при Бандирадли, при поддержке значительного контингента эфиопских войск. Получил прозвище «тигр Абди» во время рейда 12 июля 1993 года, который предвещал сражение в Могадишо.
Кейбдиид занял видное место в качестве министра внутренних дел во время правления Мухаммеда Фараха Айдида в связи с столкновениями с силами ООН во время так называемого этапа «национального строительства» миротворческой операции в 1993 году.
Авале стал известен в качестве министра внутренних дел Мохамеда Фарры Айдида в ходе столкновений с силами ООН во время так называемой фазы «национального строительства» ЮНОСОМ II в 1993 году.
В 1993 году штурмовой отряд коммандос Delta Force при поддержке почти 140 Рейнджеров Армии США и 4 операторов спецназа Армии США под командованием генерал-майора Уильяма Ф. Гаррисона и полковника Ли Вана Арсдейла вместе с Османом Али Атто захватил Авале. Он пробыл в американской тюрьме несколько месяцев. Арест изображен в фильме «Чёрный ястреб».
В 2001 году стал начальником полиции Могадишо в составе нового Переходного национального правительства.
В 2006 году он сражался вместе с Альянсом за восстановление мира и борьбу с терроризмом против Союза исламских судов в Могадишо. Однако они потерпели поражение, сдавшись 11 июля, став последними капитулировавшими силами Альянса. После отступления из города, в конце года Авале воевал под именем новообразованного автономного района, известного как Галмудуг, но без какой-либо известной принадлежности или разрешения. Он возглавлял его войска, сражаясь вместе с Эфиопией и Пунтлендом против Союза исламских судов.
1 января 2007 года он вернулся в Могадишо, где призвал не прибегать к репрессиям против побежденных исламистов.
1 августа 2012 года Авале был избран новым президентом Галмудуга.